# 阿部かれん
阿部 かれん（あべ かれん、2000年2月2日 - ）は、日本のアイドル、女優。女性アイドルグループ・fav meのメンバー。ハコイリ♡ムスメ、bob up.、mai mai、KAWAII LAB. MATESの元メンバー。大阪府出身。アソビシステム所属。

## 略歴
2013年にボックスコーポレーションよりスカウトを受け、同年11月に担当マネージャーのTwitterでお披露目。
2015年4月19日、ハコイリ♡ムスメに初の新メンバー（2期生）として加入。同年夏、大阪より上京。
2016年3月、「サイコメ；ステージ」で初舞台。
2017年4月より大学受験のため活動を縮小、8月13日をもって活動休止に入ったが、推薦で大学合格したため12月24日より復帰。2018年4月から大学生となったが、本来志望していた大学を受験するために2018年9月でハコイリ♡ムスメを卒業することを発表。当初卒業公演は9月30日に行われる予定だったが、台風24号の接近により延期、改めて10月6日に卒業公演を行った。
2018年10月30日、自らのツイートでボックスコーポレーションを辞めることを発表。11月に入って公式サイトやTwitterアカウントは消去された。
2018年12月20日、Twitterを別アカウントで再開。2019年2月2日に誕生日イベントを中目黒TRYで開催した。
2019年7月28日、音羽 かのん（おとわ かのん）に改名、bob up.のメンバーとして活動することを発表。同年9月19日、お披露目ライブを行った。
2019年9月24日、「月刊 アニ愛でるTV! plus」（Kawaiian TV）に新入部員（ゲスト）として出演。以後、アニ愛でるTV!関連（番組終了後は「アニ愛でる学園-軽音部-」として活動）のイベントに出演している。
2020年8月19日、家庭の事情により大阪の実家に帰ることが多く、東京で継続して活動することが難しくなったことから、この日のMARQUEE Fes.（TSUTAYA O-EAST）をもってbob up.を卒業。最後のライブ出演に先立ち、8月15日には卒業ライブ（Studio Freedom）を行った。
2021年9月23日、5人組アイドルグループ・mai maiのメンバーとして活動することが発表、10月10日デビュー。
2022年5月18日、mai maiを卒業することを発表。5月21日に卒業公演（渋谷近未来会館）を行った。
2022年7月1日、阿部かれんに再改名、コプルトに所属したことを発表。
2023年11月21日、アソビシステム・KAWAII LAB.からデビューを目指す「KAWAII LAB. MATES」のメンバーに選ばれた。
2025年2月14日、アソビシステムの新プロジェクト・PEAK SPOTの第1弾グループ・fav meのメンバーとなることが発表された。これに伴い、2025年2月22日に開催された「KAWAII LAB. 3rd Anniversary Special LIVE～わたし"たち"の一番かわいいところ～supported by UP-T」（Kアリーナ横浜）をもってKAWAII LAB MATESを卒業した。

## 人物・エピソード
ハコイリ♡ムスメ時代のニックネーム「はるかす」は、ハコイリ♡ムスメ加入時の定期公演で、姓の「阿部」と大阪出身、そしてメンバー中最長身であることからあべのハルカスにちなんで仮のニックネームとして名付けられたが、そのまま正式なニックネームとなった。しかし、自己紹介以外で使われることはほとんどなく、我妻桃実からは「あべ」、それ以外のメンバーからは「かれん（ちゃん）」と呼ばれることが多かった。KAWAII LAB. MATES加入後は「あべかれ」、メンバーからは「あべか」と呼ばれることが多い。
特技はフィギュアスケートで7年間の経験がある。加入時の定期公演ではトリプルトゥループの振りを披露した。
元マジカル・パンチラインの清水ひまわり（現・朝宮ひまわり（ひまわぴ））とは清水が初仕事の頃からの友人。2018年5月21日のハコイリ♡ムスメ月曜定期公演で、欠席した戸羽望実の代わりに清水がゲスト出演しユニットを組んだ。
bob up.デビュー直後、Kawaiian TVの取材で訪れていた西山野園美に「ヒプノシスマイクが好き」と漏らしたところ、西山がレギュラー出演している「アニ愛でるTV!」への出演が急遽決まり、同じくレギュラーであった清水とも共演。「アニ愛でる」関連でのイベントでも共演している。2023年8月に開催されたコミックマーケットに2人でコスプレ姿で参加したところ、日本テレビ（「シューイチ」など）やテレビ朝日（「モーニングショー」など）で取り上げられた。
KAWAII LAB.の先輩グループ・CANDY TUNEの南なつはmai mai時代マネージャーを務めていた。南の方が阿部より年下にもかかわらず、姉のように慕っている。

## 出演

### テレビ
- 月刊 アニ愛でるTV! plus（Kawaiian TV for ひかりTV、2019年9月24日）※「発掘アニ愛でる新入部員」コーナーに出演
- 全力坂（テレビ朝日、2023年10月4日（3日深夜）、13日（12日深夜）、26日（25日深夜））
- ジョシとドラゴン（TBSテレビ、2025年4月5日（4日深夜） - 26日（25日深夜））

### ラジオ
- めざせトータル100万フォロワー！「4KアイドルRADIO」（大分放送、2020年8月2日）

### インターネット番組
- 「あいサクッ！」（2020年1月10日、ニコニコチャンネル「TIFチャンネル」）
- 音羽かのんは友達がいない！（2021年4月1日 - 、Y live）
- 大谷哲哉といっすねー!山脇の「オレンジプロジェクト」#13（2022年9月23日、YouTube Live）
- SHAKE UP WALLOP火曜日（2022年10月11日、WALLOP）
- 「阿部かれんの日本酒マスターへの道」（2022年12月2日 - 、LINE LIVE）
- 佐久間宣行のNOBROCK TV「【コントドッキリ】ラランドがニセ詐欺業者撃退番組で自由にアドリブコント！何故かニシダ、アイドル、被害者役でエチュードが始まる謎展開に！」（2022年12月28日、YouTube）

### 舞台
- サイコメ；ステージ（2016年3月2日 - 3月6日、新宿村LIVE）神谷綾花役
- 時空警察クロノゲイザー（2016年7月6日 - 7月10日、六行会ホール）時空刑事アン役
- サブスクリプション（2022年11月9日 - 13日、新宿シアターミラクル）

### イベント
- 阿部かれんバースデーイベント（2019年2月2日、中目黒TRY）
- 「るんるん♪かれんとイチゴ狩り」バスツアー（2019年4月14日、東京駅 - マザー牧場）
- 阿部かれん最後の特典会（2019年7月21日、THビル2階Bルーム）
- 「東京コミコン2019 | TokyoComicCon」in 「アニ愛でるLIVE」（2019年11月22日、幕張メッセ9.10.11ホール内 「コミコンステージ」）
- サマランiDOL FES（2019年12月15日、東京サマーランド）※「アニ愛でる学園-軽音部-」、およびbob up.としても出演
- 出張！アニ愛でる学園（2019年12月29・30・31日、東京国際展示場 青海展示棟（コミックマーケット79企業ブース））※トークライブ
- かのんと遊ぼう〜！in大阪（2020年11月22日、大阪某所）
- サマラン祭2020（2020年11月29日、東京サマーランド）※サマラン大撮影会参加
- コプルト学園文化祭（2022年7月10日、原宿駅前STUDIO）
- 「時をかけるサウナちゃん3」写真展在廊イベント（2022年9月24日、宮益坂十間スタジオギャラリー）
- 宮崎あみさ Birthday Event Lv.20（2022年11月3日、LOFT9 Shibuya）※昼の部ゲスト
- 阿部かれん生誕祭 23rd Anniversary（2023年2月26日、グラムシュタイン)
- ウラハラニューヴィンテージフェス2024（2024年3月17日、原宿キャットストリート 北ウイング）

### ミュージックビデオ
- ikkubaru「skyline」（2016年撮影、2019年公開）[30]

### 広告
- 鈴乃屋2017レンタルカタログモデル